# Unitarische Freie Religionsgemeinde (Frankfurt am Main)

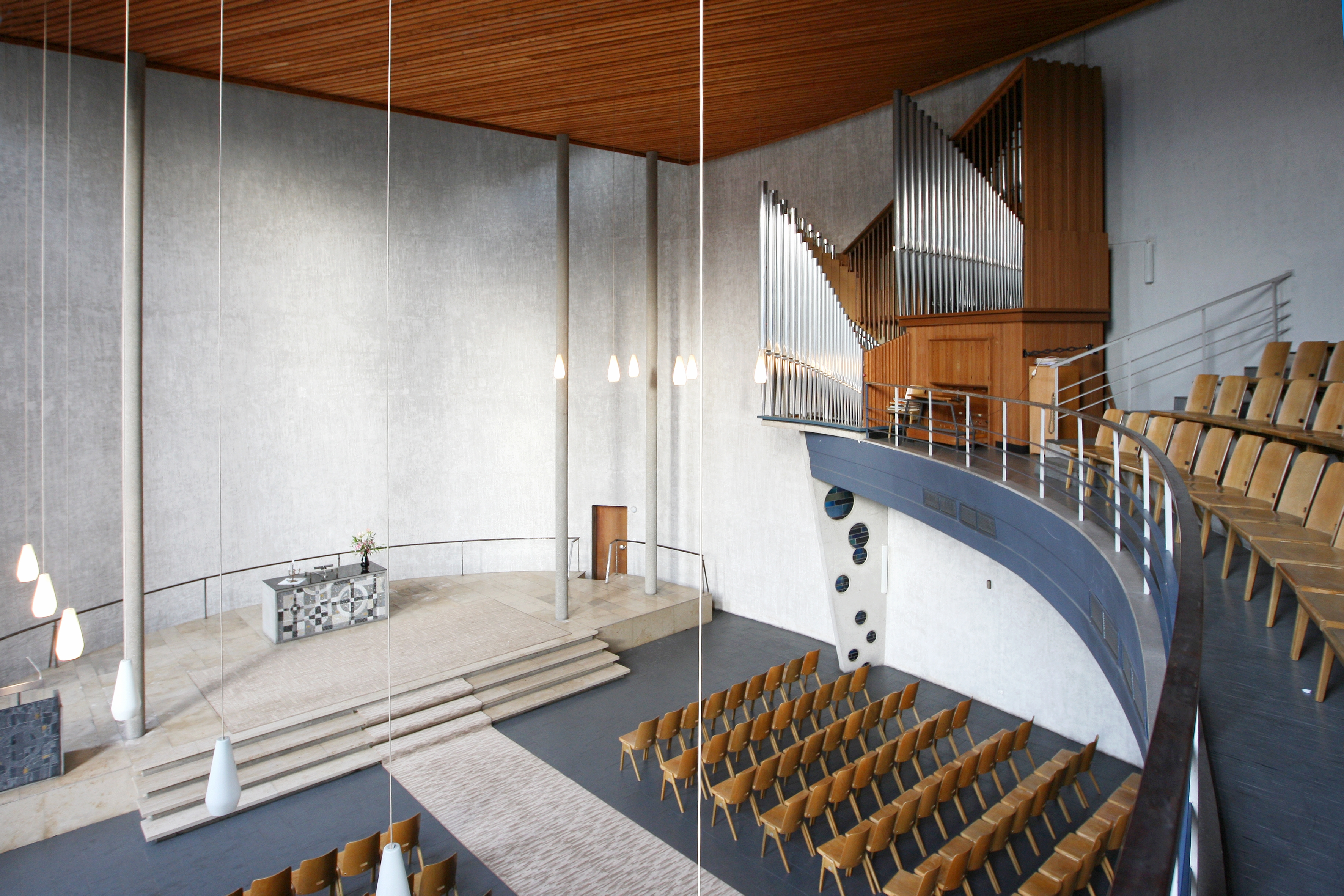
Innenansicht der Unitarischen Weihehalle – Blick von der Empore

Die Unitarische Freie Religionsgemeinde in Frankfurt am Main wurde 1845 gegründet und ist eine Körperschaft des öffentlichen Rechts.

## Lehre
Die Unitarische Freie Religionsgemeinde kennt keine festgefügten Glaubenssätze, doch verbindende religiöse Werte. Das religiös-weltanschauliche Spektrum der Gemeindemitglieder reicht von liberalen Christen bis zu Atheisten. In der freireligiösen Tradition des Abendlandes stehend, ist es ihr „Anliegen, die geschichtlichen, religiösen und künstlerischen Werte dieser Vergangenheit dem Menschen unserer Zeit zu vermitteln“.
Bei Eintritt in die Gemeinde bzw. bei der Konfirmation leisten die Mitglieder das nachfolgende Gelöbnis:
„In Ehrfurcht vor Gott, Sinnbild des Ewigen und Unerforschlichen, will ich Achtung hegen vor der Würde des Menschen und allem Leben. Ich will danach streben, mich selbst zu erkennen, selbst zu beherrschen und mein Wesen zu entfalten. Ich will mich bemühen um Verständnis und Güte im menschlichen Zusammenleben. Im Bewußtsein meiner Geistes-, Glaubens- und Gewissensfreiheit bekenne ich mich zur unitarischen Religion.“

## Gottesdienst und Praxis
Die Unitarische Freie Religionsgemeinde praktiziert sonntägliche, sogenannte Weihestunden sowie Feiern zu den Wendepunkten des Lebens (Taufe, Konfirmation, Trauung, Trauerfeier). Sie organisiert Seminare, Vorträge und Gesprächskreise und andere gesellige Veranstaltungen. Ihre Mitglieder können an organisierten Kinder-, Jugend-, Familien- und Seniorenfreizeiten teilnehmen.
Ein besonderer Schwerpunkt der Gemeindearbeit ist der staatlich anerkannte Religionsunterricht, der in allen Schulstufen erteilt wird. 2013 nahmen 35 Kinder und Jugendliche an diesem regulären Unterrichtsfach teil.

## Geschichte
Am 1. Juni 1845 fand im Saale des Mülhens’schen Hauses (Eschenheimer Straße, Ecke Stiftstraße) die Gründungsversammlung der freien Religionsgemeinde in Frankfurt am Main statt; „über 300 Personen aller Stände“ waren anwesend. Die erste Gemeindeversammlung fand am 8. Juni 1845 statt. Anfänglich als Deutsch-katholische Gemeinde bezeichnet, nannte sie sich später Freireligiöse Gemeinde und seit 1948 Unitarische Freie Religionsgemeinde. Vom Senat der Freien Stadt Frankfurt erhielt die Gemeinde am 22. Dezember 1859 die Anerkennung und die Körperschaftsrechte.
Der Frankfurter Kaufmann und Schriftsteller Heribert Rau († 1876) gilt als einer der Gründer der Gemeinde. Er bekannte sich dazu, dass die letzte Wesenheit aller Welten wohl geahnt, aber nicht begriffen oder benannt werden kann. Jede Vermenschlichung Gottes wie auch ein religionsloser Humanismus sei zudem abzulehnen.
Besonders prägend war Pastor Clemens Taesler für die Religionsgemeinde. Ab Oktober 1918 war er ihr Pastor. Nach seiner Pensionierung 1959 wurde sein Sohn Sigurd Taesler zum Pfarrer der Gemeinde gewählt; er war bis zu seiner Pensionierung 1977 für die Gemeinde tätig. Ab 1980 leitete Pfarrer Manuel Tögel die Gemeinde; am 15. Dezember 2012 wurde Alexander Schmahl zu seinem Nachfolger gewählt.
Mit ihrer Weihehalle in der Frankfurter Innenstadt besitzt die Gemeinde die einzige unter Denkmalschutz stehende unitarische Versammlungsstätte in Deutschland.